# Championnat du Nicaragua de football 1973
Navigation
Saison précédente Saison suivante
La Primera División 1973 est la trente-deuxième édition de la première division nicaraguayenne.
Lors de ce tournoi, le Deportivo Santa Cecilia (en) a conservé son titre de champion du Nicaragua face aux meilleurs clubs nicaraguayens.
Seulement deux places étaient qualificatives pour la Coupe des champions de la CONCACAF.

## Bilan du tournoi
| Tableau d'Honneur |                              |
| Compétition       | Vainqueur                    |
| Primera División  | Deportivo Santa Cecilia (en) |

| Qualifications continentales 1973-1974 |                              |
| Coupe des champions de la CONCACAF     | Qualifiés                    |
| Deuxième tour de qualification         | Universidad Centroamericana  |
| Premier tour de qualification          | Deportivo Santa Cecilia (en) |

| Promotions et relégations   |         |
| Relégué en Segunda División | Inconnu |
| Promu de Segunda División   | Inconnu |